# Willem Meijer
Willem 'Wim' Meijer (1923 – 21 de octubre de 2003) fue un botánico explorador neerlandés.

## Background y educación
Nace en 1923 en La Haya, Países Bajos. Recibe su Ph.D. en la Universidad de Ámsterdam en 1951. Meijer viaja a Java al año siguiente y será asistente del "Herbarium Bogoriense" (Herbario de Bogor).
Retorna a Europa por un corto período y retorna a Indonesia en febrero de 1955. Luego es conferencista en Botánica en la Facultad de Agricultura, Pajakumbuh, Sumatra. En septiembre de 1956, Meijer obtiene por oposición el Profesorado de Botánica en esa institución. Se expecializó en hepaticología, aunque también estudió musgos, helechos, y espermatófitas.

## Borneo y América
Meijer es repatriado en 1958. Desde mayo de 1959, es empleado po el "Departamento Forestal de Borneo", en Sandakan. De 1962 a 1963, realiza un viaje alrededor del mundo, visitando herbarios de varios países. Meijer retorna a Europa para volver a partir en 1966. En 1968, es Profesor Asociado Visitante (y más tarde Asociado) en la Universidad de Kentucky, Lexington, permaneciendo allí hasta su deceso el 22 de octubre de 2003.

## Honores

### Eponimia
- (Ericaceae) Rhododendron meijeri Argent, A.L.Lamb & Phillipps[1]

- (Rafflesiaceae) Rafflesia meijeri Wiriad. & Sari[2]